# Boeramarant
Boeramarant (Amaranthus dinteri) är en amarantväxtart som beskrevs av Schinz. Boeramarant ingår i släktet amaranter, och familjen amarantväxter. Arten förekommer tillfälligt i Sverige, men reproducerar sig inte.